# Christian Bassemir
Christian Bassemir   (Bad Peterstal-Griesbach, 13 de març de 1956) és un jugador d'hoquei sobre herba alemany, ja retirat, que va competir sota bandera de la República Federal Alemanya durant les dècades de 1970 i 1980. Jugava de porter.
El 1984 va prendre part en els Jocs Olímpics d'Estiu de Los Angeles, on guanyà la medalla de plata en la competició d'hoquei sobre herba.
Entre 1976 i 1985 va jugar 67 partits internacionals, 15 d'ells en sala. En aquesta darrera modalitat guanyà el títol europeu de 1980 i 1984. Guanyà la medalla de plata a la Copa del món d'hoquei sobre herba de 1982 i la de bronze al Campionat d'Europa d'hoquei sobre herba de 1983. A nivell de clubs jugà al HC Heidelberg, amb qui guanyà la lliga alemanya de 1982.